# Höggolvsbuss
En höggolvsbuss är, till skillnad från till exempel en låggolvsbuss (som saknar trappsteg vid ingångarna), en buss som har ett eller flera trappsteg vid samtliga ingångar och därmed har ett golv som är högre än trottoaren/plattformen man stiger ombord ifrån.
Alla busstyper hade denna konstruktion i bussens tidiga historia. Därav den mer vardagliga benämningen normalgolvsbuss.
Under 1960-talet började de första prototyperna av modernare låggolvsbussar att tas fram, vilket från slutet 1980-talet på allvar började användas på stadsbussar och bussar som gick på olika servicelinjer.
Från mitten av 1990-talet och framåt är det främst Landsvägsbussar och turistbussar som har trappsteg innanför samtliga dörrar. En stor fördel är att bussen blir billigare att tillverka samt bekvämare att åka med och mindre bullrig. Turistbussar kan även ha ett extra högt golv (SHD), för att det ska finnas extra utrymme för till exempel bagage.
Äldre höggolvsbussar (och även nyare mindre sådana) har oftast frontmotorchassin och är till konstruktionen mycket lika lastbilar, medan nyare (oftast större) bussar, tillverkade från 1960-talet och framåt, främst har motorn bak (svansmotor).
Det förekommer även höggolvsbussar med motorn under golvet mellan axlarna. En konstruktion som främst använts av Volvo Bussar och längre tillbaka även av DAF.

## Exempel på höggolvsbussar/-chassin
- MAN Lion's Classic
- Scania CN113CLB
- Scania CR111
- Scania OmniLine
- Volvo 9700
- Volvo B10B
- Volvo B10M